# Caren Pistorius

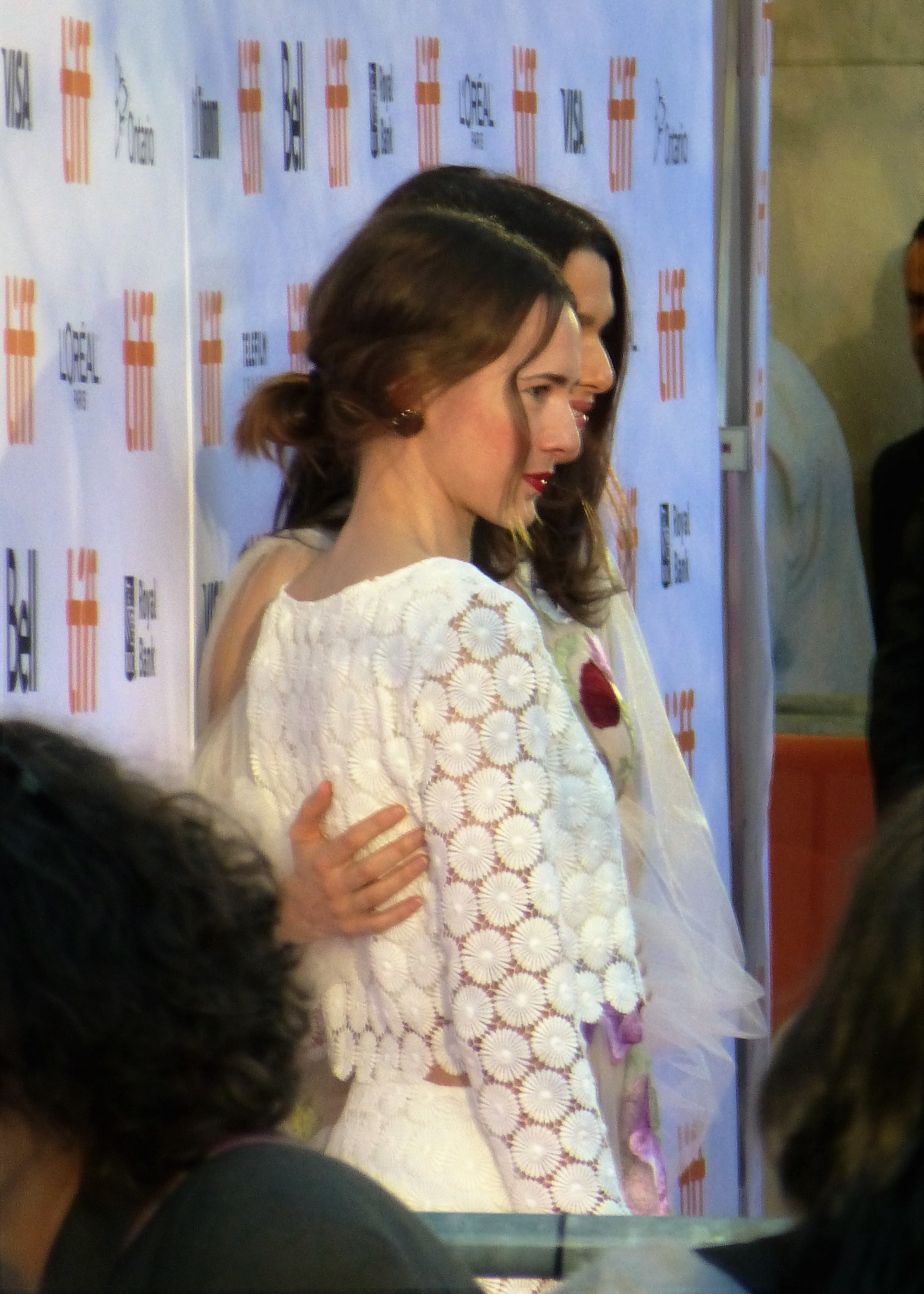
Caren Pistorius mit Rachel Weisz (2016)

Caren Pistorius (* 30. November 1989) ist eine südafrikanische Schauspielerin.

## Leben
Caren Pistorius wurde in Südafrika geboren, im Alter von zwölf Jahren übersiedelte sie nach Neuseeland. Nach der High School besuchte sie die Auckland University of Technology, wo sie drei Jahre lang Grafikdesign mit Schwerpunkt Animation und Illustration studierte. Ihr Filmdebüt gab sie 2012 mit The Most Fun You Can Have Dying von Kirstin Marcon.
2013 war sie in den Serien The Blue Rose als Rose Harper und Offspring als Eloise Ward zu sehen. Im Western Slow West verkörperte sie 2015 an der Seite von Michael Fassbender, Kodi Smit-McPhee und Ben Mendelsohn die Rolle der Rose Ross. Für The Light Between Oceans (2016) arbeitete sie erneut mit Michael Fassbender zusammen. In Slow West, Verleugnung (2016) und Gloria – Das Leben wartet nicht (2018) mit Julianne Moore in der Titelrolle lieh ihr in der deutschen Fassung Katharina Schwarzmaier die Stimme.
Im 2020 veröffentlichten Action-Thriller Unhinged – Außer Kontrolle übernahm sie als Gegenspielerin von Russell Crowe die weibliche Hauptrolle der Rachel Hunter. In der deutschsprachigen Fassung wurde sie von Vanessa Eckart synchronisiert. Im 2023 veröffentlichten Thriller Das Erwachen der Jägerin von Neil Burger verkörperte sie als Beth die Mutter der Protagonistin Helena.

## Filmografie (Auswahl)
- 2009: Legend of the Seeker – Das Schwert der Wahrheit – Azzallels Kugel (Legend of the Seeker, Fernsehserie)
- 2012: The Most Fun You Can Have Dying
- 2012: Hounds (Fernsehserie)
- 2013: The Blue Rose (Fernsehserie)
- 2013: Paper Giants: Magazine Wars (Mini-Serie)
- 2013: Offspring (Fernsehserie)
- 2013: Redfern Now – Babe in Arms (Fernsehserie)
- 2015: Slow West
- 2016: The Light Between Oceans
- 2016: Verleugnung (Denial)
- 2017: Cargo
- 2017: Wake in Fright (Mini-Serie)
- 2018: Gloria – Das Leben wartet nicht (Gloria Bell)
- 2018: Mortal Engines: Krieg der Städte (Mortal Engines)
- 2020: High Ground – Der Kopfgeldjäger (High Ground)
- 2020: Unhinged – Außer Kontrolle (Unhinged)
- 2023: Das Erwachen der Jägerin (The Marsh King’s Daughter)